# アンドレ・ビラス・ボアス
アンドレ・ヴィラス・ボアス（André Villas Boas, 本名：ルイス・アンドレ・デ・ピナ・カブラル・エ・ヴィラス＝ボアス、(Luís André de Pina Cabral e Villas-Boas，1977年10月17日 - ）は、ポルトガル・ポルト出身のサッカー指導者、実業家、レーシング・ドライバー。現在は、FCポルト会長。

## 経歴

### 生い立ち
父方の高祖母マーガレット・ケンドールはイングランド・グレーター・マンチェスターのストックポート区出身であり、1900年代前半にワイン・ビジネスを始めるためにポルトガル・ギマランイスに移住した人物である。ボアスが流暢に英語を話せるのは、彼女から英語を教わったためだという。幼少時代からFCポルトのファンであり、ジャーナリストになる夢を持っていた。

### 下積み時代
ビラス・ボアスはクラブチームの下部組織に所属したことがないが、ポルト市内のラマルデンセFCという小さなクラブでプレーしていたことがある。1994年、16歳の時にたまたま同じマンションに住んでいた、FCポルトのボビー・ロブソン監督に宛てて書いた、FWドミンゴス・パシエンシアの出場機会が少ないことを訴える手紙が監督の目にとまり、感激したロブソンからスタッフとしてスカウトされた。FCポルトのスカウティングや統計部門の担当者としてロブソンの下で働き、チーフ・アシスタントだったジョゼ・モウリーニョからもかわいがられた。イギリス国立スポーツセンターへの留学、スコットランドサッカー協会での指導者講習を経て、17歳の時には欧州サッカー連盟(UEFA)のC級ライセンスを取得し、21歳の時にイギリス領ヴァージン諸島代表の監督に就任したが、最後の試合となったバミューダ諸島代表戦には0-9と大敗し、「私の若さがすべてだった」と18か月で辞任した。
2001年1月にはFCポルトの監督に就任したモウリーニョのコーチングスタッフに加わり、相手チームの弱点分析などを担当した。チェルシーFC、インテルでもアシスタントコーチを務めた。

### アカデミカ・コインブラ
2009年夏には監督を探していたスポルティングCPの面接を受けて不採用に終わり、2009-10シーズン序盤もインテルでアシスタントコーチを続けていたが、同年10月にアカデミカ・コインブラから監督就任オファーを受け、これを受諾した。この際に恩師のモウリーニョと対立したとされる（後述）。リーグ最下位に低迷していたクラブを最終的に16チーム中11位にまで押し上げ、残留に成功した。さらにタッサ・ダ・リーガでは準決勝に進出し、魅力的なサッカーは高い評価を受けた。

### ポルト
アカデミカでの実績が評価され、2010年6月、クラブ史上最年少でFCポルトの監督に就任した。7月に早速スーペルタッサを獲得し好調なスタートを切ると、12月には早くも契約を2013年まで延長した。就任してから2011年1月4日にCDナシオナルに敗れるまで、全コンペティション合わせて25戦無敗であり、4月3日のアウェーでのSLベンフィカ戦に2-1で勝ち、5試合を残して優勝を決めた。リーグ優勝時の年齢は歴代優勝監督の中で3番目に若かった。最終的には30試合27勝3分で無敗優勝を達成し、2位との勝ち点差21は歴代最多記録となった。勝ち点84はリーグ戦が30節になってからの最多記録であり、シーズン中に記録した16連勝も歴代最多記録である。シーズン無敗優勝は1972-73シーズン・1977-78シーズンのSLベンフィカ以来であった。
UEFAヨーロッパリーグではセビージャFC、ビジャレアルCF、CSKAモスクワを破って決勝に進出し、同じポルトガルのSCブラガを1-0で破って優勝した。33歳213日という年齢はUEFA主催のクラブ大会において史上最年少優勝記録となった。またUEFAヨーロッパリーグでは14勝しているが、これはポルトガルのクラブがUEFA主催大会で記録した1シーズン最多勝利記録となった。
国内カップのタッサ・デ・ポルトガルでは下部リーグのチームを下して準決勝に進出し、準決勝でベンフィカと対戦した。ホームでのファーストレグに2-0で敗れたものの、アウェーでのセカンドレグでは試合開始からわずか10分間の間に3ゴールを奪って3-1と勝利し、アウェーゴールの差で決勝進出を決めた。決勝ではヴィトーリア・ギマランイスを6-2で下し、クラブにとって1987-88シーズン以来となる4冠を達成した。就任以前から続いていた公式戦無敗記録を36戦まで続け、モウリーニョ監督時代に達成されたクラブ記録（33戦連続無敗）を更新した。

### チェルシー
2011年6月22日、イングランド・プレミアリーグのチェルシーFCの監督に就任した。契約期間は3年であるが、3年目はオプション扱いである。年俸は500万ユーロ（約6億円）となり、FCポルトには違約金として1500万ユーロ（約18億円）が支払われた。33歳と8ヶ月での就任はフラムFCのクリス・コールマン監督（就任当時32歳と11ヶ月）に次いでプレミアリーグ史上2番目の若さであった。アシスタントコーチにはロベルト・ディ・マッテオが就任した。
しかし、成績不振により2012年3月4日に解任された。

### トッテナム・ホットスパー
2012年7月3日、解任されたハリー・レドナップの後任としてトッテナム・ホットスパーFCの監督に就任。プレミアリーグ第6節のマンチェスター・ユナイテッドFC戦で2-3と勝利し、23年ぶりにトッテナムのオールド・トラッフォードでの勝利へ導いた。リーグ後半でもマンチェスター・シティFCに3-1という大勝をもたらした。最終的にはリーグ5位で終わり、UEFAチャンピオンズリーグ出場権は得られなかったがクラブ史上最多の勝ち点72を積み上げた。
2013-14シーズンはレアル・マドリードに移籍したガレス・ベイルの穴埋めをするため大量補強を敢行した。開幕からのスタートダッシュには成功するものの、不調が続き、ホームでのリヴァプールFC戦に0-5で大敗したことが引き金となり、翌日解任された。

### ゼニト・サンクトペテルブルク
2014年3月18日、解任されたルチアーノ・スパレッティの後任としてFCゼニト・サンクトペテルブルクの新監督に就任することが発表された。2014-15シーズンには、ヨーロッパ・リーグでベスト8に進出した。2015年9月10日に行われた記者会見で、シーズン限りでゼニトの監督を退任する意向を表明した。

### 上海上港
2016年11月4日、上海上港集団足球倶楽部の監督に就任した。2017年11月30日、退任。

### オリンピック・マルセイユ
2019年5月28日、オリンピック・マルセイユの監督に就任することが発表された。契約期間は2年間。2019-20シーズンはリーグ戦2位（新型コロナウィルスの影響により、シーズン途中で打ち切り）で7シーズンぶりにUEFAチャンピオンズリーグ出場に導くなど、好成績を残した。
2020-2021シーズンは、2021年2月までに9勝6分5敗（未消化2試合）でリーグ9位と低調な成績で、昨季の躍進により契約延長オファーも受けていたビラス・ボアス本人は契約満了となる今季終了後の退任を示唆していた。その矢先の2月2日、ビラス・ボアスは会見を開き、突如、辞任を表明した。辞任理由について2021年冬の移籍市場にてオリヴィエ・エンチャム獲得の是非について、ビラス・ボアス自身は望まなかったにも関わらず、フットボールディレクターのパブロ・ロンゴリアを始めとしたフロントが主導して獲得を強行したことを明かした。この会見を受け、マルセイユ側から職務停止の懲戒処分を下された（事実上の解任）。後任には育成センターの責任者であったナセル・ラルゲが暫定監督に就任。

### FCポルト会長就任
マルセイユ監督退任後は、ポルトガル国内のラリーに参加するなど、サッカー界から離れていたが、2024年1月に同年4月に行われる古巣FCポルトの会長選挙に出馬することを表明した。同年4月28日に行われた会長選挙で過去42年間会長職にある現職のホルへ・ヌーノ・ピント・ダ・コスタ会長を破って、新会長に選出された。

## 人物
2004年に結婚し、ふたりの娘がいる。
選手時代に無名であったこと、スカウティングや分析の仕事から指導者キャリアをスタートさせたこと、中小クラブを率いた後にFCポルトの監督に就任したこと、FCポルトで実績を残してチェルシーFC監督に就任したこと、英語などの外国語に長けていること、端正な顔立ちであることなど、ジョゼ・モウリーニョと共通点が多く、チェルシーFC監督就任当初はミニ・モウリーニョと呼ばれることも多かったが、当人はモウリーニョと比較されることを快く思っておらず、「私は誰のクローンでもない」と語っている。その後、アカデミカ監督就任時に独立を巡ってモウリーニョと確執に発展、現在は関係が断絶していることを認めた。
名前を略して、AVBと呼ばれる事もある。

## 監督成績
2021年2月2日現在
| クラブ     | 就任           | 退任           | 記録 | 記録 | 記録 | 記録 | 記録   |
| クラブ     | 就任           | 退任           | 試合 | 勝   | 分   | 負   | 勝率 % |
| ---------- | -------------- | -------------- | ---- | ---- | ---- | ---- | ------ |
| アカデミカ | 2009年10月14日 | 2010年6月2日   | 30   | 11   | 9    | 10   | 036.67 |
| ポルト     | 2010年6月2日   | 2011年6月21日  | 58   | 49   | 5    | 4    | 084.48 |
| チェルシー | 2011年6月22日  | 2012年3月4日   | 40   | 19   | 11   | 10   | 047.50 |
| トッテナム | 2012年7月3日   | 2013年12月16日 | 80   | 44   | 20   | 16   | 055.00 |
| ゼニト     | 2014年3月20日  | 2016年5月23日  | 101  | 62   | 20   | 19   | 061.39 |
| 上海上港   | 2016年11月4日  | 2017年11月30日 | 46   | 27   | 9    | 10   | 058.70 |
| マルセイユ | 2019年5月28日  | 2021年2月2日   | 60   | 28   | 14   | 18   | 046.67 |
| 合計       | 合計           | 合計           | 421  | 244  | 88   | 89   | 057.96 |

## タイトル

### クラブ
ポルト
- スーペル・リーガ : 2010-11
- タッサ・デ・ポルトガル : 2010-11
- スーペルタッサ・カンディド・デ・オリベイラ : 2010
- UEFAヨーロッパリーグ : 2010-11

ゼニト
- ロシア・プレミアリーグ : 2014-15
- ロシア・カップ : 2015-16
- ロシア・スーパーカップ : 2015

### 個人
- CNIDアウォーズ・ブレイクスルー監督（英語版） : 2010-11
- CNIDアウォーズ最優秀監督 : 2011
- グローボス・デ・オウロ（英語版） : 2011
- プレミアリーグ月間最優秀監督 : 2回(2012年12月, 2013年2月)